# Медонт (сын Оилея)
Медон (или Медонт, др.-греч. Μέδων «властитель») — в древнегреческой мифологии побочный сын Оилея от Рены, командовавший отрядами Филоктета, находившегося в тот момент на Лемносе, под Троей.
Убит Энеем.